# Anden Puniske Krig
Den Anden Puniske Krig (218–201 f.Kr.) var den anden af i alt tre krige, som blev udkæmpet mellem den Romerske Republik og Karthago – de to stormagter i det vestlige Middelhav i det 3. århundrede f.Kr. Efter enorme materielle og menneskelige tab, på begge sider, blev karthagerne endeligt besejret af romerne i 201 f.Kr.
Krigen blev udkæmpet over 17 år, hvor de to stater forsøgte at vinde overherredømmet over hovedsageligt landområder i det romerske Italien og på den Iberiske Halvø. Mod slutningen af krigen blev krigens primære front dog flyttet til Nordafrika. Forskellige andre stater – herunder blandt andet Makedonien, Syrakus, andre grækere og flere numidiske kongeriger – blev trukket ind i krigen, ligesom iberiske og galliske styrker kæmpede på begge sider. Krigen blev derfor også udkæmpet på øerne Sicilien, Sardinien og Malta. Der tre primære fronter under krigen var dog: Italien (med kampe lejlighedsvise på Sicilien, Sardinien og i Grækenland), hvor Hannibal besejrede de romerske legioner gentagne gange; den Iberiske Halvø, hvor Hasdrubal (en yngre bror til Hannibal) forsvarede de kartagiske kolonibyer med blandet succes, inden han flygtede til Italien; og Afrika, hvor den Romerske Republik endelig vandt krigen i 201 f.Kr.
Den Første Puniske Krig var endt med en romersk sejr i 241 f.Kr. efter 23 års krig og enorme tab på begge sider. Under ledelse af Hamilkar – og senere sin søn Hannibal – havde Karthago efter denne krig udvidet sine territoriale besiddelser til også at omfatte store dele af den Iberiske Halvø. Her havde den karthagiske hær, som på dette tidspunktet var ledet af Hannibal, i 219 f.Kr. belejret, senere erobret og plyndret den romersk-allierede by Saguntum. Som følge af dette erklærede den Romerske Republik i begyndelsen af 218 f.Kr. krig mod Karthago, hvilket indledte den Anden Puniske Krig. Senere samme år overraskede Hannibal romerne ved at marchere sin hær over land fra den Iberiske Halvø gennem Gallien og over Alperne til det Cisalpine Gallien (det moderne Norditalien). Forstærket af galliske allierede opnåede han knusende sejre over romerne i forbindelse med Slaget ved Trebia (218 f.Kr.) og Slaget ved Trasimenosøen (217 f.Kr.). Herefter marcherede Hannibal sin hær mod det sydlige Italien, hvor han igen besejrede romerne ved Slaget ved Cannae (216 f.kr.). I forbindelse med Slaget ved Cannae nedkæmpede Hannibal den største hær, som romerne nogensinde havde samlet, hvor det menes, at karthagerne dræbte mellem 50.000 og 70.000 romere.
Efter at 120.000 romerske tropper enten var blevet dræbt eller taget til fange valgte mange af Roms italienske allierede byer at desertere – mest bemærkelsesværdigt Capua – til Karthago, hvilket gav Hannibal kontrol over størstedelen af det sydlige Italien. Da Syrakus og Makedonien sluttede sig til karthagerne efter Slaget ved Cannae, spredte konflikten sig. Mellem 215 og 210 f.Kr. forsøgte karthagerne at erobre det romersk-kontrollerede Sicilien og Sardinien, dog uden succes. Romerne tog drastiske skridt for at hverve nye legioner, hvor de blandt andet indskrev slaver, kriminelle og dem, der ikke opfyldte den sædvanlige ejendomskvalifikation. Dette medvirkede markant til at øge antallet af mænd i hæren. I det næste årti fortsatte krigen i det sydlige Italien, hvor de romerske hære langsomt tilbageerobre de fleste af de italienske byer, der havde deserteret over til Karthago.
Rom havde i 218 f.Kr. etableret et brohoved i den nordøstlige del af den Iberiske Halvø. Karthagerne havde efterfølgende gentagne gange forsøgt at nedkæmpe disse romerske positionerne, uden det dog var lykkes. I 211 f.Kr. gik romerne i offensiven på den Iberiske Halvø men blev besejret – de lykkes dog med at fastholde deres fodfæste i den nordøstlige del af halvøen. I 209 f.Kr. erobrede den nye romerske kommandør Publius Cornelius Scipio byen Carthago Nova, som var den vigtigste karthagiske base på halvøen. I 208 f.Kr. lykkes det Scipio at besejre Hasdrubal, selvom det lykkes Hasdrubal at trække størstedelen af sine tropper tilbage til Gallien. Det efterfølgende karthagiske angreb blev besejret af romerne i forbindelse med Slaget ved Metaurus (207 f.Kr.). I forbindelse med det efterfølgende slag ved Ilipa i 206 f.Kr. nedkæmpede Scipio endegyldigt den karthagiske hær på den Iberiske Halvø.
Scipio invaderede derefter det kartagiske Afrika i 204 f.Kr., hvilket tvang det kartagiske senat til at hjemkalde Hannibals hær fra Italien. Krigen sluttede med et afsluttende slag mellem to hære ledet af henholdsvis Scipio og Hannibal i forbindelse med Slaget ved Zama i 202 f.Kr. Dette slag resulterede i et nederlag til Hannibal og afstedkom efterfølgende, at Karthago søgte fred. Fredstraktaten – som blev dikteret af Rom – fratog Karthago alle dets oversøiske territorier samt nogle af dets afrikanske territorier. Ligeledes skulle en bod på 10.000 sølv-talenter betales over 50 år. Yderligere blev det gjort forbudt for Karthago at føre krig uden for Afrika – og de kunne kun føre krig i Afrika med Roms tilladelse. Som følge heraf stod det klart, at Karthago fremadrettet ville være Rom politisk underlegne. 
Rom brugte senere karthagisk militæraktivitet mod numidierne som påskud for at erklære krig igen i 149 f.Kr., hvilket indledte den Tredje Puniske Krig. I 146 f.Kr. stormede romerne byen Karthago, plyndrede den, dræbte størstedelen af dens befolkning og ødelagde den fuldstændigt.

## Primære kilder
Hovedkilden til næsten alle aspekter af de Puniske Krige er historikeren Polybios (ca. 200 – ca. 118 f.Kr.), som var en græker, der blev sendt til Rom i 167 f.Kr. som gidsel. Hans værker inkluderer en nu tabt manual om militær taktik, men han er i dag mest kendt for værket "Historier" (engelsk:The Histories), skrevet engang efter 146 f.Kr. Polybios' værk anses generelt for objektivt og stort set neutralt i forhold til karthagiske og romerske synspunkter. Polybios var en analytisk historiker, der – så vidt muligt – interviewede de personer som havde deltaget i de begivenheder, som han skrev om. Moderne historikere mener dog, at Polybios har behandlet Scipio Aemilianus (hans personlige protektor/mæcen og ven) uforholdsmæssigt gunstigt. Den moderne historiker Andrew Curry ser Polybios som "rimelig pålidelig", mens Craige Champion beskriver ham som "en bemærkelsesværdigt velinformeret, flittig og indsigtsfuld historiker".
En stor del af Polybios' beretning om den Anden Puniske Krig mangler efter 216 f.Kr. eller findes kun i fragmentarisk form. Som følge heraf er den vigtigste kilde til meget af krigen den beretning, der er skrevet af den romerske historiker Titus Livius (59 f.Kr. – 17 e.Kr.). Denne bruges almindeligvis af moderne historikere, hvor Polybios' beretning ikke eksisterer. Livius støttede sine beretninger meget på Polybios' beretninger, men skrev på en mere struktureret måde med flere detaljer om romersk politik – og derforuden var han også åbenlyst pro-romersk. Hans beretninger om militære sammenstød er dog ofte verificerbart ukorrekte og unøjagtige. Den klassiske historiker Adrian Goldsworthy påpeger, at Livius' "pålidelighed ofte er tvivlsom", mens historikeren Phillip Sabin henviser til Livius' "militære uvidenhed".
Senere kilder fra antikken om krigen eksisterer, dog ofte i fragmentarisk eller summarisk form. Moderne historikere anvender normalt også værkerne af Diodorus Siculus og Dio Cassius, som var to græske forfattere, der skrev i den romerske æra. Disse beskrives af John Lazenby som "klart langt underlegen" i forhold til Livius, men nogle fragmenter af Polybios kan findes fra deres tekster. Den græske moralist Plutarch skrev flere biografier om romerske kommandører i sit værk "Parallelle Liv". Andre kilder omfatter mønter, indskrifter, arkæologiske fund og empiriske fund fra rekonstruktioner.

## Baggrund
Den Romerske Republik havde aggressivt udvidet sit territorium på det italienske fastland i et århundrede og havde erobret hele den italienske halvø syd for Arno-floden i 270 f.Kr., efter den Pyrrhiske Krig, hvor de græske bystater i det sydlige Italien (Magna Graecia) havde overgivet sig. I denne periode af romersk ekspansion var Karthago – med sin hovedstad i det, der i dag er Tunesien – kommet til at dominere det sydlige Iberia, meget af kystregionerne i Nordafrika, de Baleariske Øer, Korsika, Sardinien og den vestlige halvdel af Sicilien.

### Første Puniske Krig (264-241 f.Kr.)
I 264 f.Kr. var Karthago den dominerende eksterne magt på Sicilien, og Karthago og den Romerske Republik var stormagterne i det vestlige Middelhav. Forholdet var godt mellem de to stormagter. De to stater havde flere gange erklæret deres gensidige venskab, og der var stærke kommercielle relationer. I henhold til den klassiske historiker Richard Miles ledte den Romerske Republiks ekspansionistiske adfærd kombineret med Karthagos besiddelser på Sicilien til, at de to stormagter faldt i krig mod hinanden –  mere ved et uheld end som følge af nøje planlægning. Den umiddelbare årsag til den Første Puniske Krig drejede sig om spørgsmålet om kontrol over den uafhængige sicilianske bystat Messana (moderne Messina). I 264 f.Kr. gik Karthago og den Romerske Republik i krig mod hinanden.
Krigen blev primært udkæmpet på Sicilien og dets omkringliggende farvande. Romerne invaderede også – uden held – Nordafrika i 256 f.Kr. Det var den længste kontinuerlige konflikt og den største søkrig i antikken, med enorme materielle og menneskelige tab på begge sider. I 241 f.Kr. – efter 23 års krig – blev karthagenerne besejret. I henhold til den romersk-dikterede Lutatius-fredstraktat afstod Karthago sine sicilianske besiddelser til den Romerske Republik.

### Lejesoldatskrigen og karthagisk ekspansion i Iberia (241-220 f.Kr.)
Umiddelbart efter afslutningen på den Første Puniske Krig udbrød der krig i det Karthagiske Rige, idet nogle oprørske lejesoldater igangsætte et mytteri mod Karthago (dette kendes som Lejesoldatskrigen). Den Romerske Republik udnyttede Karthagos distraktion med at nedkæmpe dette oprør til at bryde den tidligere indgået fredsaftale og annekterede det karthagiske Sardinien og Korsika i 238 f.Kr. Under ledelse af Hamilkar Barkas lykkes det Karthago at besejre oprørerne i 237 f.Kr.
Efter Hamilkar havde nedkæmpet oprørerne indså han, at Karthago havde brug for at styrke sin økonomiske og militære base, hvis det skulle konfrontere den Romerske Republik igen. Karthagos besiddelser i Iberia (moderne Spanien og Portugal) var på dette tidspunkt begrænset til en håndfuld velstående kystbyer i syd. Hamilkar ledte derfor den hær, som han havde ledet under Lejesoldatskrigen, til Iberia i 237 f.Kr. og dannede en quasi-monarkisk/autonom stat i det sydlige og østlige Iberia. Dette gav Karthago sølvminer, landbrugsrigdom, arbejdskraft, militære faciliteter (såsom skibsværfter) og territorial dybde til at stå op mod eventuelle fremtidige romerske krav. Hamilkar regerede som vicekonge frem til sin død i 228 f.Kr., hvorefter han først blev efterfulgt af sin svigersøn, Hasdrubal, og senere sin søn, Hannibal, i 221 f.Kr.

### Romersk ekspansion i det Cisalpine Gallien
Siden slutningen af den Første Puniske Krig havde den Romerske Republik også udvidet sit territorium. Foruden at udvide deres indflydelse på Sicilien, Korsika og Sardinien havde de ligeledes strammet deres greb om den italienske halvø ved at indtage vigtige geografiske positioner i den norlige del af halvøen. Specifikt drejede dette sig om området nord for romersk Italien på begge sider af Po-floden – et område der senere blev kendt som det Cisalpine Gallien. Disse ekspansioner ledte til gentagne krige mellem romerne og de lokale galliske stammer i området.
Boierne havde indledt en krig mod romerne i 238 f.Kr., som varede indtil 236 f.Kr. I 225 f.Kr. gik de indfødte i Norditalien til angreb, idet romerne – igen – aggressivt havde forsøgt at kolonisere deres territorium. Men de blev besejret. Romerne var fast besluttede på at øge deres grænser helt op til Alperne. I 224 f.Kr. underkastede boierne sig romersk hegemoni, og året efter underkastede anarerne sig også romerne.
I 223 f.Kr. kæmpede romerne endnu engang en krig mod gallerne i det Cisalpine Gallien – denne gang mod insubrerne. Romerne led til at begynde med betydelige tab mod insubrerne, mens de forsøgte at krydse et vadested nær sammenløbet mellem Po og Adda. Efter at have slået lejr i dette område i nogle dage uden at foretage nogen afgørende handling, besluttede den romerske konsul at forhandle en aftale med insubrerne. I henhold til betingelserne i denne nyetablerede våbenhvile ville romerne marchere – med fuld ære – ud i deres allieredes (cenomanernes) territorium. Men da romerne var i sikkerhed inden for cenomanernes territorium, marcherede romerne igen deres hær ind i insubrernes territorium og sejrede.
I 222 f.Kr. sendte gallerne en delegation til Senatet i Rom og tryglede romerne om fred. Da de romerske konsuler Marcus Claudius og Gnæus Cornelius så en mulighed for at få tildelt en triumf, afviste de delegationen, og gallerne forberedte sig herefter på krig mod romerne. De hyrede 30.000 lejesoldater fra områder uden for Alperne og afventede romernes ankomst. Da kampagnen begyndte, blev konsullegionerne igen marcheret ind i insubrernes territorium. Der udspillede sig en voldsom kamp nær Mediolanum, som resulterede i, at lederne af det galliske oprør overgav sig til romerne. Med denne sejr blev padanerne – som de blev kaldt, fordi Po i denne tidsperiode blev kaldt "Padus" af romerne – underlagt romerne og alle oprør blev nedkæmpet.
I 218 f.Kr. udvidede romerne deres territorium endnu længere nordpå og etablerede to nye byer eller "kolonier" på Po-floden og approprierede store områder af det bedste land. De fleste lokale gallere i området nærede vrede over denne romerske frembrusning.

### Belejringen af Saguntum (219 f.Kr.)
I 226 f.Kr. blev Ebro-traktaten indgået mellem den Romerske Republik og Karthago, der specificerede Ebro-floden som den nordlige grænse for den karthaginske indflydelsessfære i Iberia. Hannibal havde siden 221 f.Kr. ført en militærkampagn, der havde resulteret i, at han havde fået underlagt hele Iberia syd for Ebro – med undtage af byen Saguntum. Den Romerske Republik havde nemlig på et tidspunkt, efter indgåelsen af Ebro-traktaten, indgået en separat aftale med byen Saguntum, der var beliggende langt syd for Ebro-floden (og derpå en del af karthaginske indflydelsessfære jf. Ebro-traktaten). Dette havde i første omgang fået Hannibal til at forbigå Saguntum, da byen lå under Roms beskyttelse og Hannibal på dette tidspunkt endnu ikke var klar til at indlede en krig med Rom – han måtte først sørge for at være ordentligt forberedt.. 
Hannibal – der var bekendt med situationen i det Cisalpine Gallien – sendte en række delegationer til de galliske stammer i Po-dalen. I 220 f.Kr. var han begyndt at kommunikere tæt med padanerne og disse bragte penge, mad og vejledninger til karthagerne. Denne mission havde til formål at etablere gode relationer til de lokale gallere i Po-dalen og viden om Alperne, således Hannibal havde havde et sikkert sted trænge ud af Alperne og ind i Po-dalen i tilfælde af en krig mod romerne. Han ønskede ikke at krydse denne barske bjergkæde og komme ned i Po-dalen med udmattede tropper, hvorefter han så skulle udkæmpe en kamp mod lokalbefolkningen. Hannibal havde nogle spejdere, der gav ham rapporter om denne bjergkæde, og han modtog rapporter om de vanskeligheder, der skulle forventes fra krydsningen af denne.
Efter Hannibal havde gjort sine forberedelser, forsøgte han at lokke saguntinerne til at angribe ham, hvilket dermed indirekte ville starte en krig mod Rom (som følge af Saguntums alliance med Rom). Han ønskede ikke selv at bryde freden, og tyrede til en række list for at lokke saguntinerne til at angribe. Saguntinerne gjorde dog intet andet end at sende en diplomatisk mission til Rom for at klage over karthaginernes krigslignende adfærd. Senatet sendte en kommission til Iberia for at forsøge at løse problemet diplomatisk. Hannibal hånede åbent det romerske tilbud i håb om, at det ville drive kommissionen til at erklære krig. Kommissionen lod sig ikke narre og vidste, at krig lå i luften. Kommissionen bevarede freden, men bragte nyheden til Rom om, at Hannibal var forberedt og snart ville slå til.
Hannibal sendte efterfølgende bud til Karthago, hvor fredspartiet – hans politiske fjender – havde magten. Her fortalte han, at saguntinerne aggressivt havde angreb en af de stammer, som de havde underlagt – torboleterne – og han derfor havde valgt at belejre Saguntum, uden at afvente svar fra Karthago. Der blev derefter udvekslet mange ord i det karthagiske senat, herunder om Hannibal skulle overgives til romerne, og man skulle tage afstand fra hans handlinger. Men folkemængden i Karthago støttede konflikten så meget, at det ikke var muligt at beordre krigen afsluttet.
Belejringen af Saguntum varede i otte måneder, og det mest bemærkelsesværdige var, at romerne ikke sendte nogen hjælp til saguntinerne – det til trods for at dette var en af betingelserne for Roms alliance med Saguntum. Romerne lod sig i stedet blive optaget af en krig med illyrierne, og behandlede ikke den karthagiske trussel fra Iberia som noget særligt. Efter belejringen solgte Hannibal alle byens indbyggere som slaver og fordelte provenuet fra disse salg til sine soldater. Desuden blev alt bytte fra plyndringen af byen ført tilbage til Karthago og uddelt til befolkningen for at samle deres støtte til hans videre sag. Resten af byens skatte blev lagt i hans krigskasse til hans planlagte ekspedition.
Rom beklagede sig efterfølgende overfor den karthaginske regering og sendte en delegation ledet af Quintus Fabius Maximus til dens senat med peremptoriske krav. Da disse blev afvist, erklærede den Romerske Republik krig mod Karthago i foråret 218 f.Kr.

## Italien

### Hannibal krydser Alperne, 218 f.Kr
I løbet af 218 f.Kr. var der nogle søslag i farvandene omkring Sicilien. Romerne afviste et karthaginsk angreb og indtog øen Malta. I det Cisalpine Gallien (moderne Norditalien) angreb de største galliske stammer de romerske kolonier i området, hvilket fik bosætterne til at flygte til deres tidligere etablerede koloni Mutina (moderne Modena), hvor de blev belejret. En romersk hjælpestyrke brød gennem belejringen, men blev efterfølgende udsat for et bagholdsangreb og belejret. En hær var tidligere blevet rejst af romerne til at føre kampagne i Iberia, men det romerske senat løsrev en romersk og en allieret legion fra den for i stedet at sende den til Norditalien. Rekruttering af friske tropper for at erstatte disse udskød hærens afrejse til Iberia til september. På samme tid forberedte en romersk hær på Sicilien under ledelse af konsul Sempronius Longus sig på en invasion af Afrika.
I mellemtiden samlede Hannibal en karthaginsk hær i Ny Karthago (moderne Cartagena) og ledte den nordpå langs den iberiske kyst i maj eller juni. Den trængte ind i Gallien og tog en indlandsrute for at undgå de romerske allierede i syd. Ved Slaget ved krydsning af Rhône besejrede Hannibal en styrke af lokale galler, der forsøgte at blokere hans vej. En romersk flåde, der transporterede den iberisk hær, gik i land i den romersk-allierede by Massalia (moderne Marseille) ved Rhones udmunding, men Hannibal undslap romerne og fortsatte mod Italien.
Karthagenerne nåede foden af Alperne i det sene efterår og krydsede dem på 15 dage, idet de overvandt vanskelighederne med klima, terræn og gerillakrigsføringen fra de indfødte ligurere. Hannibal ankom til det Cisalpine Gallien med 20.000 infanterisoldater, 6.000 kavaleri og et ukendt antal krigselefanter (han forlod Iberia med 37 elefanter) engang i november. Romerne havde allerede indkvarteret sig i deres vinterkvarter. Hannibals overraskende fremkomst på den italienske halvø ledte til, at Rom annullerede deres planlagte kampagne for året: en invasion af Afrika.

### Slaget ved Ticinus og Trebia, 218 f.Kr
Kort efter ankomsten til Italien erobrede karthagenerne hovedbyen Taurini (i området omkring det moderne Torino) og beslaglagde deres fødevarelagre. I slutningen af november 218 f.Kr. besejrede det karthagiske kavaleri romernes kavaleri og lette infanteri i forbindelse med Slaget ved Ticinus. Som et resultat heraf erklærede de fleste galliske stammer deres loyalitet for den karthagiske sag, og Hannibals hær voksede til mere end 40.000 mand.
Senatet beordrede efterfølgende den romersk hær på Sicilien nordpå for at slutte sig til den styrke, der allerede stod over for Hannibal, og opgav dermed planen om at invadere Afrika. Den kombinerede romerske styrke under Longus' kommando blev lokket i kamp af Hannibal på et terræn, som Hannibal selv havde valgt, i hvad der blev kendt som Slaget ved Trebia. Karthagenerne omringede her romerne, og kun 10.000 ud af de 40.000 romere formåede at kæmpe sig i sikkerhed. Efter at have sikret sin position i det Cisalpinske Gallien med denne sejr, indkvarterede Hannibal sine tropper for vinteren blandt gallerne. Sidstnævnte sluttede sig til hans hær i stort tal og bragte den den op på 50.000 mand.

### Slaget ved Trasimenosøen, 217 f.Kr.
Der var et chok, da nyheden om nederlaget ved Slaget ved Trebia nåede Rom, men dette lagde sig, da Longus ankom for at lede konsul-valgene på sædvanlig vis. De nyvalgte konsuler, Geminus og Flaminius, rekrutterede yderligere legioner – både romerske og fra Roms latinske allierede (se socii). Man forstærkede Sardinien og Sicilien mod muligheden for karthagiske angreb eller invasion, ligesom der blev placeret garnisoner i Tarentum og andre steder af lignende årsager. Man byggede ligeledes en flåde på 60 quinqueremer, og etablerede forsyningsdepoter ved Ariminum og Arretium som forberedelse til at marchere nordpå senere på året. To hære på fire legioner hver – to romerske og to allierede, men med stærkere end sædvanlige kavaleri – blev dannet. Den ene blev stationeret ved Arretium og den anden på Adriaterhavskysten. Tanken med placeringen af disse udstationeringer var, at de ville være i stand til at blokere Hannibals mulige fremrykning ind i det centrale Italien, ligesom de samtidig var placeret til at rykke nordpå for at operere i Cisalpinske Gallien.
Den eneste alternative rute til det centrale Italien – som ikke var blokeret og bevogtet af romerne – lå ved Arno-flodens udmunding. Dette område var praktisk talt ét stort marskland, og det var tilfældigvis mere oversvømmet end normalt i denne særlige årstid. Hannibal vidste, at denne rute var fyldt med vanskeligheder, men det forblev den sikreste og bestemt den hurtigste vej til det centrale Italien. Polybios hævder, at Hannibals mænd marcherede i fire dage og tre nætter "gennem et land, der stod under vand", og led forfærdeligt af træthed og tvungen søvnmangel. Han krydsede uden modstand både Apenninerne (hvor Hannibal mistede sit højre øje på grund af øjenbetændelse) og den tilsyneladende uigennemtrængelig Arno, men han mistede en stor del af sin styrke i Arnos sumpede lavland. Han ankom til Etrurien i foråret 217 f.Kr. og besluttede at lokke den vigtigste romerske hær under Flaminius' kommando i kamp ved at hærge det område, som Flaminius var blevet sendt for at beskytte. Som Polybios beretter: "han [Hannibal] regnede med, at hvis han passerede lejren og trængte ned i distriktet bagved, ville Flaminius (dels af frygt for folkelig bebrejdelse og dels af personlig irritation) ikke kunne udholde passivt at se landets ødelæggelse, men ville spontant følge efter ham... og give ham muligheder for angreb.
Som ventede provokerede Hannibals handlinger Flaminius til at fortage en forhastet forfølgelse af karthagenerne. Hannibal lagde herefter et baghold. I forbindelse med det efterfølgende slag ved Trasimenosøen besejrede Hannibal den romerske hær fuldstændigt og dræbte 15.000 romere – heriblandt Flaminius. Karthagenerne tog samtidig 10.000 romerske fanger. En kavaleristyrke på 4.000 sendt fra en anden romerske hær blev også besejret og udslettet. Fangerne blev behandlet dårligt, hvis de var romere, mens tilfangetagne romerske allierede blev behandlet godt af karthagenerne – og mange af dem blev frigivet og sendt tilbage til deres hjembyer i forventning om, at de ville tale pænt om karthagenernes militære dygtighed og deres behandling. Hannibal håbede, at nogle af disse allierede kunne overtales til at desertere.

### Fabianske strategi, 217 f.Kr.
Karthagenerne fortsatte deres march gennem Etrurien, derefter Umbrien, til Adriaterhavskysten og vendte så sydpå ind i Apulien, i håb om at vinde nogle af de etniske græske og italiske byer i Syditalien over på deres side. Nyheden om nederlaget skabte igen panik i Rom. Lederen af den udsending, der var blevet sendt til Karthago lige inden krigen brød ud i 218 f.Kr., Quintus Fabius Maximus, blev valgt til diktator af den romerske folkeforsamling og vedtog den "Fabianske strategi" om at undgå store slag og i stedet stole på lavintensiv chikane for at slide angriberen ned, indtil Rom kunne genopbygge sin militære styrke. Hannibal fik stort set frit spil til at hærge Apulien det næste år.
Fabius var i denne periode upopulær blandt dele af den romerske hær, befolkningen og Senatet fordi han undgik (som del af sin "Fabianske strategi") at engagere sig i kampe mod Hannibal, mens Italien blev hærget. Der var en erkendelse af, at hans taktik ikke ville føre til en hurtig afslutning på krigen. Hannibal marcherede gennem de rigeste og mest frugtbare provinser i Italien i håb om, at ødelæggelserne ville lokke Fabius i kamp, men Fabius nægtede. Den romerske befolkning gjorde nar af Fabius som "Tøveren" (på latin: Cunctator), og i 216 f.Kr. valgte de nye konsuler: Gajus Terentius Varro, som talte for en mere aggressiv krigsstrategi, og Lucius Aemilius Paullus, som talte for en strategi et sted mellem Fabius' og den, som Varro foreslog.

### Slaget ved Cannae, 216 f.Kr.
I foråret 216 f.Kr. erobrede Hannibal det store forsyningsdepot ved Cannae på den apuliske slette. Senatet i Rom bemyndigede de to konsuler, Varro og Paullus, til at hverve en dobbelt så store hære som normalt. Rom hvervede normalvis fire legioner hvert år, som hver bestående af 4.000 fodsoldater og 200 ryttere. Men i henhold til samtidige romerske kilder bemyndigede Senatet dette år, for første gang nogensinde, at otte legioner blev hvervet – hver legion bestående af 5.000 fodsoldater og 300 ryttere. Desforuden talte Roms allierede (socii) det samme antal fodsoldater, men 900 ryttere per legion. Derved formåede Rom samlet at hverve en styrke på 86.000 mand – den største i romersk historie indtil da.
Paullus og Varro marcherede sydpå med deres enorme hær for at konfrontere Hannibal og slog lejr 10 km fra Hanniibal. Hannibal accepterede en kamp på den åbne slette mellem de to hære – dette slag er efterfølgende blevet kendt som Slaget ved Cannae. I takt med at de to hære nærmede sig hinanden, udvidede Hannibal gradvist midten af sin linje, hvorefter Hannibal bevidst lod de romerske legioner trænge igennem karthagenernes svage center, således hans formation dannede en halvmåneformet opstilling. Herefter svingede Hannibals tunge libysk infanteri på fløjene rundt om deres fremrykning og truede det romerske infanteris flanker. Samtidig med dette anførte Hasdrubal Gisco det karthaginianske kavaleri på venstre fløj og drev det romerske kavaleri på den modsatte fløj på flugt, hvorefter han svingede rundt om romernes bagside for at angribe deres kavaleri på den anden fløj. Det stærkt undertallige karthaginianske infanteri holdt stand, indtil Hasdrubal's kavaleri angreb legionerne bagfra. Som følge heraf blev det romerske infanteri omringet uden mulighed for at undslippe. Mindst 67.500 romere blev dræbt eller taget til fange.
Miles beskriver Cannae som "Roms største militære katastrofe". Toni Ñaco del Hoyo beskriver Trebia, Trasimenosøen og Cannae som de tre "store militære ulykker", som romerne led i krigens tre første år. Brian Carey skriver, at disse tre nederlag bragte Rom på randen af kollaps. Få uger efter Cannae blev en romersk hær på 25.000 mand overfaldet af boiske gallere i det Cisalpinske Gallien i forbindelse med Slaget ved Silva Litana og udslettet. Fabius blev udnævnt konsul i 215 f.Kr. og blev genvalgt igen i 214 f.Kr.

### Romerske allierede deserterer, 216-214 f.Kr.
Der er kun lidt bevaret fra Polybios' beretninger om Hannibals hær i Italien efter Cannae. Livius giver en mere fyldestgørende redegørelse, men ifølge historikeren Goldsworthy er "hans pålidelighed ofte tvivlsom", især med hensyn til hans beskrivelser af slag. Mange moderne historikere er enige i dette, men ikke desto mindre er Livius' beretning den bedst overlevende kilde til denne del af krigen.
Adskillige bystater i Syditalien allierede sig med Hannibal eller blev erobret, da pro-karthaginianske fraktioner forrådte deres forsvar. Disse inkluderede den store by Capua og den vigtige havneby Tarentum (moderne Taranto). To af de største samnitiske stammer sluttede sig også til den karthaginianske sag. I 214 f.Kr. havde størstedelen af Syditalien vendt sig mod Rom, selvom der var mange undtagelser, og størstedelen af Roms allierede i det centrale Italien forblev loyale. Alle undtagen de mindste byer var for godt befæstede til, at Hannibal kunne indtage dem, mens en blokade kunne være en langvarig affære eller – hvis målet var en havneby – umulig. Karthagos nye allierede følte kun lidt samhørighed med Karthago eller endda med hinanden. Samtidig øgede det antallet af steder, som Hannibals hær var nødsaget til at forsvare mod romersk gengældelse, mens disse byer kun i begrænset omfang stillede nye tropper til rådighed til Hannibal. De italienske styrker – der blev hvervet – var modvillige over for at operere langt fra deres hjembyer og præsterede dårligt, når de gjorde det.
En vigtig del af Hannibals felttog i Italien var at forsøge at bekæmpe romerne ved at bruge lokale ressourcer, herunder at rekruttere blandt den lokale befolkning. Hans underordnede Hanno var i stand til at hverve tropper i Samnium i 214 f.Kr., men romerne opfangede disse nyhvervede tropper i forbindelse med Slaget ved Beneventum og udslettede dem, før de nåede frem til Hannibal. Hannibal kunne vinde allierede, men at forsvare dem mod romerne var et nyt og vanskeligt problem, da romerne stadig kunne hverve flere hære, som – samlet set – langt oversteg hans egne styrker.
Det største tab var Italiens næststørste by, Capua, da Hannibals hær marcherede ind i Campania i 216 f.Kr. Indbyggerne i Capua havde begrænset romersk statsborgerskab, og aristokratiet var knyttet til romerne via ægteskab og venskab. Men muligheden for at blive Italiens førende by, efter de tydelige romerske katastrofer, viste sig at være en for stærk fristelse. Traktaten mellem dem og Hannibal kan beskrives som en venskabsaftale, da capuanerne ikke havde nogen forpligtelser. Da havnebyen Locri faldt fra til Karthago i sommeren 215 f.Kr., blev den straks brugt til at forstærke de karthaginianske styrker i Italien med soldater, forsyninger og krigselefanter. Det var den eneste gang under krigen, at Karthago sendte forstærkninger til Hannibal. En anden styrke, under ledelse af Hannibals yngste bror Mago, var tiltænkt til at lande i Italien i 215 f.Kr., men blev omdirigeret til Iberien efter et stort karthaginiansk nederlag der.
I mellemtiden tog romerne drastiske skridt for at hverve nye legioner. De indrullerede slaver, kriminelle og dem, der ikke opfyldte de sædvanlige ejendomskvalifikationer. Tidligt i 215 f.Kr. havde de mindst 12 legioner i felten. I 214 f.Kr. havde de 18 legioner, mens de i 213 f.Kr. havde 22 legioner. I 212 f.Kr. ville det samlede antal legioner, der var indsat, have oversteget 100.000 mand, plus – som altid – et lignende antal allierede tropper. Størstedelen var indsat i Syditalien i felthære på omkring 20.000 mand hver. Dette var utilstrækkeligt til at udfordre Hannibals hær i åben kamp, men tilstrækkeligt til at tvinge ham til at koncentrere sine styrker og vanskeliggøre hans muligheder for at bevæge sig.

### Makedonien, Sardinien og Sicilien
I 215 f.Kr. lovede den makedonske konge, Filip 5., Hannibal sin støtte, hvilket indledte den Første Makedoniske Krig mod Rom i 215 f.Kr. Romerne var bekymrede for, at makedonerne ville forsøge at krydse Otrantostrædet og gå i land i Italien. De forstærkede kraftigt deres flåde i området og sendte en legion for at stå vagt, hvilket medførte at truslen forsvandt. I 211 f.Kr. inddæmmede Rom makedonerne ved at alliere sig med Det Aitoliske Forbund, som var en koalition af græske bystater, som allerede var i krig med Makedonien. I 205 f.Kr. endte denne krig med en forhandlet fred (den såkaldte Fred i Fønike).

Et oprør til støtte for karthaginienserne brød ud på Sardinien i 213 f.Kr., men det blev hurtigt slået ned af romerne.
Inden 215 f.Kr. var Sicilien solidt på romerske hænder, hvilket afstedkom, at romerne kunne blokere for forsyninger af søvejen til Hannibal fra Karthago. Hieron II, den gamle tyran af Syrakus, som havde regeret i 45 år og var en trofast romersk allieret, døde i 215 f.Kr., og hans efterfølger Hieronymus var utilfreds med sin situation. Hannibal forhandlede en traktat, hvorved Syrakus ville alliere sig med Karthago mod at hele Sicilien ville komme under syrakusisk besiddelse. Den syrakusiske hær viste sig ikke at kunne matche en romersk hær ledet af Claudius Marcellus, og i foråret 213 f.Kr. blev Syrakus belejret. Både Polybios' og Livius' beretninger om belejringen fokuserer på Arkimedes' opfindelse af krigsmaskiner til at modvirke den romerske belejering, som allerede var vanskeliggjort af byens stærke forsvar.
En stor karthaginsk hær ledet af Himilco blev sendt for at undsætte byen i 213 f.Kr., og adskillige andre sicilianske byer skiftede side og droppede deres alliance med romerne. I foråret 212 f.Kr. stormede romerne Syrakus i et overraskende natangreb og erobrede flere bydele. I mellemtiden blev den karthaginske hær lammet af pest. Efter at karthaginienserne ikke kunne forsyne byen igen, faldt resten af Syrakus i efteråret 212 f.Kr. Arkimedes blev i denne forbindelse dræbt af en romersk soldat.
Karthago sendte flere forstærkninger til Sicilien i 211 f.Kr. og gik i offensiven. I 211 f.Kr. sendte Hannibal en styrke af numidisk kavaleri til Sicilien, som blev ledet af den dygtige libysk-fønikiske officer Mottones, der påførte den romerske hær store tab gennem hurtige angreb. En ny romersk hær angreb den vigtigste karthaginske fæstning på øen, Agrigentum, i 210 f.Kr., og byen blev forrådt til romerne af en utilfreds karthaginsk officer. De resterende karthagisk-kontrollerede byer overgav sig derefter eller blev indtaget med magt eller forræderi, og den sicilianske kornforsyning til Rom og dets hære blev genoprettet.

### Italien, 213–208 f.Kr.
I 11 år efter Cannae bølgede krigen frem og tilbage i det sydlige Italien, mens byer gik over til karthaginienserne eller blev indtaget ved list, og romerne generobrede dem ved belejring eller ved at bestikke fraktioner til at give dem adgang. Hannibal besejrede gentagne gange romerske hære, men hvor end hans hovedhær ikke var aktiv, truede romerne karthagisk-støttede byer eller søgte slag med karthaginske eller karthagisk-allierede. Dette skete ofte med succes for romerne. I 208 f.Kr. var mange af de byer og områder, der havde sluttet sig til den karthaginske sag, vendt tilbage til troskab overfor romerne.
Fabius erobrede den karthagisk-allierede by Arpi i 213 f.Kr. I 212 f.Kr. tilintetgjorde Hannibal den romerske hær under Centenius Penula i forbindelse med Slaget ved Silarus i det nordvestlige Lucania. Senere samme år besejrede Hannibal endnu en romersk hær i forbindelse med Slaget ved Herdonia, hvor man tabte 16.000 mand ud af en styrke på samlet 18.000. På trods af disse tab belejrede romerne Capua, som var karthaginiensernes vigtigste allierede i Italien. Som følge af denne belejring forsøgte Hannibal at bekrige romerne. Livius' beretning om de efterfølgende kampe er uklar, men romerne ser ud til at have lidt store tab, mens karthaginienserne ikke var i stand til at hæve belejringen. Hannibal angreb derefter romernes belejringsværker, men var igen ude af stand til at undsætte byen. I 211 f.Kr. bekrigede Hannibal igen de belejrende romerske styrker , men denne gang nægtede de at forlade deres befæstninger. I desperation angreb Hannibal dem igen og formåede igen ikke at bryde igennem. Han marcherede derefter sin hær mod Rom i håb om at tvinge romerne til at opgive belejringen for at forsvare byen. Den belejrende styrke forblev dog på sin plads, og Capua faldt kort tid derefter. Byen blev frataget sit politiske selvstyre og underlagt romerske embedsmænd.
I 210 f.Kr. overraskede karthaginienserne en romersk hær uden for Herdonia og besejrede den romerske hær i forbindelse med det efterfølgende slag ved Herdonia. Livius beretter derefter om et uafgjorte slag ved Numistro, selvom moderne historikere tvivler på hans beretning. Romerne fulgte tæt efter Hannibal og udkæmpede endnu et stort slag ved Canusium i 209 f.Kr., hvor romerne igen led store tab. Dette slag gjorde det muligt for en anden romersk hær at nærme sig Tarentum og erobre byen som følge af forræderi.

### Italien, 207–203 f.Kr.
I foråret 207 f.Kr. gentog Hasdrubal Barkas sin ældre brors (Hannibal) bedrift ved at marchere en hær over Alperne. Han invaderede det Cisalpinske Gallien med en hær på 35.000 mand med den hensigt at forene den med Hannibals hær, men Hannibal var uvidende om hans tilstedeværelse. Romerne, der stod over for Hannibal i Syditalien, narrede ham til at tro, at hele den romerske hær stadig var i lejren, mens en stor del marcherede nordpå under konsul Claudius Nero. De forstærkede romerne under den anden konsul, Marcus Salinator, som allerede stod over for Hasdrubal. Denne kombinerede romerske styrke angreb i forbindelse med Slaget ved Metaurus og tilintetgjorde den karthaginske hær, hvor Hasdrubal ligeledes blev dræbt. Dette slag bekræftede romersk dominans i Italien og markerede afslutningen på deres Fabianske strategi. Uden den forventede forstærkning blev Hannibals styrker tvunget til at evakuere allierede byer og trække sig tilbage til Bruttium.
I 205 f.Kr. gik Mago Barkas – endnu en af Hannibals yngre brødre – i land i Genua i det nordvestlige Italien med resterne af sin spanske hær. Den modtog hurtigt galliske og liguriske forstærkninger. Magos ankomst i den nordlige del af den italienske halvø blev efterfulgt af Hannibals uafgjorte slag ved Crotona i 204 f.Kr. i den sydligste del af halvøen. Mago marcherede sin forstærkede hær mod de områder, der tilhørte Karthagos vigtigste galliske allierede i det Cisalpinske Gallien, men blev stoppet af en stor romersk hær og besejret i forbindelse med Slaget ved Insubria i 203 f.Kr.
Efter at en romersk hær invaderede det karthaginske hjemland i 204 f.Kr. – hvor de besejrede karthaginienserne i to store slag og vandt de numidiske kongeriger i Nordafrikas troskab – blev Hannibal og resterne af hans hær kaldt tilbage. De sejlede fra Croton og gik i land ved Karthago med 15.000–20.000 erfarne veteraner. Mago blev også kaldt tilbage. Mago døde af sår på rejsen, og nogle af hans skibe blev opfanget af romerne, men 12.000 af hans tropper nåede Karthago.

## Iberiske Halvø

### Iberiske Halvø, 218–211 f.Kr.
Den romerske flåde fortsatte fra Massalia i efteråret 218 f.Kr. og landsatte den hær, som flåden transporterede, i den nordøstlige del af den Iberiske Halvø, hvor den vandt støtte blandt de lokale stammer. Romerne etablerede sig mellem Ebro-floden og Pyrenæerne og blokerede ruten fra den Iberiske Halvø til Italien, hvilket gjorde det vanskeligt at sende forstærkninger fra den Iberiske Halvø til Hannibal. Et karthagisk angreb i slutningen af 218 f.Kr. blev slået tilbage ved Slaget ved Cissa. I 217 f.Kr. blev 40 karthagiske og iberiske krigsskibe besejret af 35 romerske og massalianske fartøjer i forbindelse med Slaget ved Ebro-floden, hvor karthagenerne tabte 29 af deres skibe.
I 216 f.Kr. modtog Hasdrubal ordre fra Karthago om at rykke ind i Italien og slutte sig til Hannibal for at lægge pres på romerne i deres hjemland. Hasdrubal tøvede og argumenterede for, at Karthagos autoritet over de iberiske stammer var for skrøbelig, og de romerske styrker i området for stærke til, at han kunne udføre den planlagte manøvre. I 215 f.Kr. handlede Hasdrubal endelig, belejrede en pro-romersk by og indledte Slaget ved Dertosa. Her forsøgte Hasdrubal at udnytte sit overlegne kavaleri til at rydde flankerne på den romerske hær, mens han omringede deres center på begge sider med sit infanteri. Romerne brød dog igennem midten af den karthagiske linje og besejrede derefter hver flanke separat, hvilket påførte dem store tab. Det var ikke længere muligt for Hasdrubal at forstærke Hannibal i Italien.
Karthagenerne led som følge af en bølge af deserteringer fra lokale keltiberiske stammer til Rom. De romerske hærfører (de to Scipio-brødre) erobrede Saguntum i 212 f.Kr., og i 211 f.Kr. hyrede de 20.000 keltiberiske lejesoldater for at forstærke deres hær. Da de observerede, at de karthagiske styrker på den Iberiske Halvø var opdelt i tre hære, som var udstationeret adskilt fra hinanden, splittede romerne deres styrker. Denne strategi resulterede i to separate slag i 211 f.Kr., som normalt omtales samlet som Slaget ved Øvre Baetis. Begge slag endte i et fuldstændigt nederlag for romerne, da Hasdrubal havde bestukket romernes lejesoldater til at desertere. De to romerske hærfører Publius og Gnæus Cornelius Scipio blev dræbt i forbindelse med dette slag. De romerske overlevende trak sig tilbage til deres kystfæstning nord for Ebro, hvorfra karthagenerne ikke kunne formå at fordrive dem. Claudius Nero bragte forstærkninger i 210 f.Kr. og stabiliserede situationen for romerne.

### Iberiske Halvø, 212–210 f.Kr.
I 210 f.Kr. ankom Publius Cornelius Scipio – eller Scipio den Yngre – til den Iberiske Halvø med yderligere romerske forstærkninger. Publius Cornelius Scipio var søn af den tidligere romerske hærfører på den Iberiske Halvø, der var blevet dræbt året forinden i forbindelse med Slaget ved Øvre Bætis (som også bar navnet Publius Cornelius Scipio).
I et omhyggeligt planlagt angreb i 209 f.Kr. erobrede Scipio det let forsvarede karthagiske hovedby på den Iberiske Halvø, Carthago Nova (Ny Karthago). Her erobrede han et enormt bytte af guld, sølv og belejringsvåben. Han frigav den tilfangetagne befolkning og befriede samtidig de iberiske gidsler, som karthagenerne holdt der, i et forsøg på at sikre lokalbefolkningens loyalitet.
I foråret 208 f.Kr. rykkede Hasdrubal frem for at angribe Scipio i forbindelse med Slaget ved Baecula. Karthagenerne blev besejret, men Hasdrubal var i stand til at trække størstedelen af sin hær tilbage og forhindre enhver romersk forfølgelse. De fleste af Hasdrubals tab var blandt hans iberiske allierede. Scipio var ikke i stand til at forhindre Hasdrubal i at føre sin decimerede hær over det vestlige pas i Pyrenæerne ind i Gallien. I 207 f.Kr. – efter at have rekrutteret kraftigt i Gallien – krydsede Hasdrubal Alperne ind i Italien i et forsøg på at slutte sig til sin bror, Hannibal, men blev besejret og dræbt af romerne, før han kunne nå at tilslutte sig sin bror.
I forbindelse med Slaget ved Ilipa i 206 f.Kr., besejrede Scipio og hans hær bestående af 48.000 mand (halvdelen italienske og halvdelen iberiske) en karthagisk hær på 54.500 mand og 32 krigselefanter. Dette slag beseglede karthagenernes skæbne på den Iberiske Halvø. Den sidste karthagisk-holdte by på den Iberiske Halvø, Gades, faldt over til romerne. Senere samme år udbrød et mytteri blandt de romerske tropper, som tiltrak støtte fra iberiske ledere, der var skuffede over, at de romerske styrker var forblevet på halvøen efter fordrivelsen af karthagenerne, men dette mytteri blev slået ned af Scipio. I 205 f.Kr. forsøgte Mago at generobre Carthago Nova, da de romerske besættere var rystet af endnu et mytteri og et iberisk oprør, men Mago blev slået tilbage. Mago forlod derefter den Iberiske Halvø til fordel for det nordlige Italien med sine resterende styrker. I 203 f.Kr. lykkedes det Karthago at rekruttere mindst 4.000 lejesoldater fra den Iberiske Halvø, på trods af Roms nominelle kontrol over halvøen.

## Afrika

### Afrika, 213–206 f.Kr.
I 213 f.Kr. erklærede Syphax – en magtfuld numidisk konge i Nordafrika – sin støtte for Rom. Som modsvar blev karthagiske tropper sendt til Nordafrika fra Hispania. I 206 f.Kr. afsluttede karthagerne denne dræning af deres ressourcer ved at dele flere numidiske kongeriger med Syphax. En af dem, der blev frataget arven, var den numidiske prins Masinissa, som følge heraf blev drevet over i Roms favn.

### Romersk invasion af Afrika, 204–201 f.Kr.
I 205 f.Kr. fik Scipio tildelt kommandoen over legionerne på Sicilien og fik samtidig tilladelse til at indskrive frivillige i sin hær og sin plan om at afslutte krigen med en invasion af Afrika. Efter at være landet i Afrika i 204 f.Kr. sluttede han sig til Masinissa og en styrke af numidisk kavaleri. Scipio ledte efterfølgende to slag, hvor han eliminerede to store karthagiske hære. Efter det andet sammenstød flygtede Syphax, men blev efterfølgende taget til fange af Masinissa ved Slaget ved Cirta. Masinissa erobrede derefter det meste af Syphax' kongerige med romersk hjælp.
Rom og Karthago indledte efterfølgende fredsforhandlinger, mens Karthago samtidig tilbagekaldte både Hannibal og Mago fra Italien. Senatet i Rom ratificerede et udkast til en traktat, men på grund af mistillid og en stigende selvtillid (som følge af Hannibal ankomst fra Italien) forkastede Karthago traktaten. Hannibal blev sat i spidsen for en hær, som blev dannet af hans veteraner fra Italien og nyerhvervet tropper fra Afrika, men med få kavaleri. Det afgørende slag ved Zama fulgte i oktober 202 f.Kr. I modsætning til de fleste slag under den Anden Puniske Krig havde romerne en fordel hvad angik kavaleri, mens karthagerne havde en fordel hvad angik infanteri. Hannibal forsøgte at bruge 80 elefanter til at bryde igennem den romerske infanteriformation, men romerne imødegik dem effektivt, og elefanterne løb tilbage gennem de karthagiske rækker. Det romerske og allierede numidiske kavaleri påbegyndte derefter deres angreb og drev det karthagiske kavaleri væk fra slagmarken. De to parters infanterier kæmpede herefter, uden nogen af siderne var i stand til afgørende at nedbryde den anden. Det afgørende moment kom, da det romerske kavaleri vendte tilbage og angreb den karthagiske bagtrop. Den karthagiske formation kollapsede herefter. Hannibal var en af de få, der undslap slagmarken.

## Fredstraktat og efterspil
Den nye fredstraktat dikteret af Rom fratog Karthago alle dets oversøiske territorier og nogle af dets afrikanske. En skadeserstatning på 10.000 talenter sølv skulle betales over 50 år, og der blev taget gidsler. Karthago blev forbudt at besidde krigselefanter, og dets flåde blev begrænset til ti krigsskibe. Romerne forbød karthagenerne at føre krig uden for Afrika – og i Afrika kun med Roms tilladelse. Mange højtstående karthagiske folk ønskede at afvise traktaten, men Hannibal talte stærkt for at acceptere den, hvorefter den blev accepteret i foråret 201 f.Kr. Herefter stod det klart, at Karthago fremadrettet ville være en de facto romersk vasalstat. Scipio blev tildelt en triumf og modtog tilnavnet (agnomen) "Africanus".
Roms afrikanske allierede, kong Masinissa af Numidien, udnyttede efterfølgende det forbud – som Karthago var blevet pålagt af romerne – om ikke at føre krig, til gentagne gange uden konsekvenser at plyndre og erobre karthagisk territorium. I 149 f.Kr. – halvtreds år efter afslutningen af den Anden Puniske Krig – sendte Karthago en hær under ledelse af Hasdrubal mod Masinissa, til trods for den indgået traktat. Felttoget endte i katastrofe for karthagenerne i Slaget ved Oroscopa, og anti-karthagiske fraktioner i Rom brugte samtidig den ulovlige militæraktion som påskud til at forberede en straffeekspedition. Den Tredje Puniske Krig begyndte senere i 149 f.Kr., da en stor romersk hær landede i Nordafrika og belejrede Karthago. I foråret 146 f.Kr. indledte romerne deres endelige angreb, hvor de systematisk ødelagde byen og dræbte dens indbyggere. 50.000 overlevende blev efterfølgende solgt som slaver. De tidligere karthagiske områder blev derefter en del af den romerske provins Africa. Der gik et århundrede, før stedet hvor byen Karthago blev genopbygget som en romersk by.

## Krigens betydning
Selvom Rom i sidste ende vandt, betalte de en høj pris for den lange konflikt mod Hannibal, som tvang romerne til at udnytte alle sine ressourcer (mænd og penge). Dette medførte blandt andet, at man fra 215 f.Kr. fordoblede formueskatten (tributum). Romerne levede i årevis i mareridt om en uendelig krig og en uovervindelig fjende ved porten. Krigsindsatsen var ekstremt byrdefuld, både økonomisk og civilt: i årevis blev hele den italienske region plyndret og ødelagt af de konstante militære operationer, som pågik. Dette ledte til enorme skader på landbruget og handlen, der i lang tid forblev blokeret på grund af gallernes pres mod nord og Hannibals tilstedeværelse mod syd. I henhold til Florus havde sammenstødet vist sig:
 "...så hårdt, at det sejrende folk ikke var så forskelligt fra et besejret folk."

 — Florus, I, 22.1.
Appian fra Alexandria tilføjer, at hele fire hundrede byer blev ødelagt af Hannibal (eller i det mindste kom under karthaginiensisk kontrol). Nogle af disse blev brændt ned og jævnet med jorden, mange blev erobret af begge parter med alle de dertil hørende konsekvenser. Hele befolkninger blev angiveligt afslutningsvis deporteret i massevis.
I henhold til nogle moderne skøn – såsom "folketællingsdataene, der implicit synes at bekræfte" – døde (eller forsvandt) mellem 200.000 og 300.000 italikere i de 16 år krigen varede. Dette var ud af en befolkning, som efter udskillelsen af de sydlige regioner, kun nåede omkring 4 millioner indbyggere. Samtidig nåede den andel af befolkningen, som Rom mobiliserede under krigen, i nogle år op mod 10% af befolkningen – uden nogensinde at falde under 6-7%. Disse tal kommer i procent meget tæt på dem, der blev mobiliseret under 1. verdenskrig. Brizzi tilføjer, at "den italisk-romerske konføderation mistede i denne krig næsten en tredjedel af de kampdygtige mænd". Til trods for de alvorlige ofre, som krigen medførte, udgjorde den Anden Puniske Krig dog et afgørende vendepunkt i Roms historie. Scullard skriver, ikke uden grund, at "siden da var der ikke længere nogen magt, der var i stand til at true Roms eksistens."
De første forandringer i den Romerske Republik skete allerede i løbet af krigen, eftersom Senatet overtog kommandoen over operationerne. Som Brizzi bemærker, udviste Senatet "en klar strategisk vision i håndteringen af en krig, der antog omfattende dimensioner, der var hidtil usete i antikken". Regeringen i Rom udviste evner, der var en moderne generalstab værdig. Dette kom til udtryk i omhyggelig organisering af hver enkelt detalje, som f.eks. at fastsætte størrelsen af de militære enheder, der skulle sendes til de forskellige strategiske sektorer og regioner. De beordrede også mobiliseringsrunder og opkrævede de nødvendige militære forsyninger fra de allierede (socii).
Selvom Roms politiske institutioner forblev (stort set) stabile under hele konflikten, kæmpede romerne med at finde tilstrækkeligt mange feltherrer til at kommandere legionerne i de – stadigt stigende antal – strategisk vigtige områder. Årsagen hertil var også, at Rom her havde svært ved at dække de store tab, der ophobede sig hvert år. Dette medførte visse justeringer af den republikanske forfatning. Under hele konflikten tyede man til princippet om at forlænge kommandoen for de forskellige feltherrer i flere på hinanden følgende år (gennem propraetor og prokonsuler) for dem, der havde vist særlige evner inden for militæret. Man fraveg ligeledes den normale procedure for cursus honorum, idet man autoriserede adgang til konsul-embedet uden forudgående at have bestredet embedet som praetor. Man tildelte tilmed imperium til folk, der aldrig tidligere havde været praetor eller konsul – som tilfældet eksempelvis var med Scipio Africanus.
På det militære plan var de katastrofale nederlag, som Hannibal påførte dem, en vigtig lære – både taktisk, strategisk og organisatorisk. Fra det øjeblik lærte romerne at perfektionere og effektivisere deres krigsapparat , idet de introducerede mønstre og taktiske løsninger, der i århundreder gjorde dem næsten uovervindelige. Hannibals taktiske dygtighed havde sendt den romerske hær ud i en krise. Hans uforudsigelighed og pludselige manøvrer, som blev udført af det karthagiske og numidiske kavaleri på flankerne, havde ødelagt adskillige romerske hære, selvom de var overlegne i antal – særligt i forbindelse med Slaget ved Cannae. De ekstraordinære udfordringer, som den karthagiske hær påførte romerne, afslørede den manipelære legions taktiske svaghed. Dette var så tydeligt, at Scipio Africanus – da han i 209-208 f.Kr. blev sendt til Tarraconensis i Iberien for at konfrontere de karthagiske hære – fandt det nødvendigt at foretage taktiske ændringer for at opnå større fleksibilitet i hvert slag. Af disse grunde introducerede han som den første kohorten, en enhed, der lå imellem hele legionen og manipelen. Han samlede således de tre manipeler af hastati, principes og triarii for at give dem større dybde og tildele dem den samme orden. Derved blev der skabt en mere solid og homogen enhed, hvor mændene i den første række igen blev udstyret med lange stødspyd. Nu var det således vigtigt at træne tropperne, så der ikke opstod problemer med at skifte fra en manipel- til en kohorte-opstilling og omvendt, når det var nødvendigt.

## Eftermæle
Moderne historieskrivning har forsøgt at forklare årsagerne til den Romerske Republiks endelige sejr, herunder Hannibals fiasko trods hans lange række af sejre på italiensk territorium. Hannibal betragtes i dag som en af de største feltherrer i gennem tiderne – herunder i hans samtidig – grundet hans ledelsesevner og store strategiske og taktiske dygtighed i alle krigssituationer. Foruden manglende støtte fra sit hjemland, er Hannibals endelige nederlag til Rom blevet forklaret – af historikere – med hans fejlagtige opfattelse af den italienske politiske virkelighed. Sandsynligvis forventede han, som følge af græsk kultur og dens idealer om frihed, at Roms italienske allierede ville frafalde og vende Rom ryggen, hvorefter de entusiastisk ville tilslutte sig Hannibals sag og proklamere se befriet fra den (formodede) romerske undertrykkelse. I så flad har Hannibal muligvis ikke forstået den romersk-italienske føderations (foederatus) politiske strukturs reelle styrke. Han har her muligvis undervurderet modstandsevnen og det sammenfald af af økonomisk-politiske interesser, som Rom og dets allieredede delte (særligt de hersekende klasser).
Den Anden Puniske Krig blive af nogle iagttager betragtet som historiens første "verdenskrig" – i hvert fald når det kommer til Middelhavsområdet. Foruden den Romerske Republik og Karthago (de to stormagter i regionen) var keltere, italikere, iberere, ligurere, numidere, det Makedonske Rige, græske symmaki, det Achaiske Forbund, det Aitoliske Forbund og flere involveret i krigen. Under hele konflikten forblev flere fronter – også meget fjerne fra hinanden – aktive samtidigt, hvor enorme midler og mænd var aktiveret (i forhold til datidens befolkningstal). Desforuden muliggjorde Hannibals invasion , at det øvrige Italien kunne rejse sig og gøre oprør mod Rom – det var ikke kun den galliske befolkninger i det Cisalpine Gallien, der gjorde oprør, men (efter Slaget ved Cannae) også de osco-sabelliske befolkninger (oskerne, umbrerne og sabinerne) og grækerne i Magna Graecia.

## Liste over slag
| Dato                    | Navn                           | Områder (i dag)   | Resultat        | Tab                                         | Kommentar |
| ----------------------- | ------------------------------ | ----------------- | --------------- | ------------------------------------------- | --- |
| 219 f.Kr.               | Belejringen af Saguntum        | Saguntum,         | Karthagisk sejr | - Saguntum: ukendt - Karthago: ukendt       | Selvom Saguntum havde en alliance med Rom, kom romerne ikke dem til undsætning. Først efterfølgende erkærede Rom krig mod Karthago.                                                                       |
| 218 f.Kr. (sommeren)    | Slaget ved Lilybaeum           | Sicilien, Italien | Romersk sejr    | - Rom: ukendt - Karthago: 7 skibe erobret   | |
| 218 f.Kr.               | Erobringen af Malta            | Malta             | Romersk sejr    | - Rom: lette tab - Karthago: ca. 2.000      | Malta integreret i den romerske provins Sicilia. |
| 218 f.Kr. (september)   | Slaget ved Rhône-overgangen    | Rhône,            | Karthagisk sejr | - Rom: ukendt - Karthago: ukendt            | |
| 218 f.Kr.               | Hannibals krydsning af Alperne | Alperne,          |                 |                                             | Hannibals hær besejrede forskellige gallere i forbindelse med to slag. |
| 218 f.Kr. (november)    | Slaget ved Ticinus             | Nedre Ticino,     | Karthagisk sejr | - Rom: store tab - Karthago: lette tab      | |
| 218 f.Kr. (december)    | Slaget ved Trebia              | Nedre Trebbia,    | Karthagisk sejr | - Rom: +20.000 - Karthago: par tusinde      | |
| 218 f.Kr. (efteråret)   | Slaget ved Cissa               | Tarraco,          | Romersk sejr    | - Rom: ukendt - Karthago: ca. 8.000         | Scipio Calvus besejrer en hær ledet af Hanno og tager kontrol over territoriet nord for Ebro-floden i nutidens Catalonien.                                                                                |
| 217 f.Kr. (forår)       | Slaget ved Ebro-floden         | Ebro-floden,      | Romersk sejr    | - Rom: ukendt - Karthago: 29 skibe          | |
| 217 f.Kr. (21. juni)    | Slaget ved Trasimenosøen       | Trasimenosøen,    | Karthagisk sejr | - Rom: 25.000 - Karthago: ca. 2.500         | |
| 217 f.Kr. (september)   | Slaget ved Ager Falernus       | Campania,         | Karthagisk sejr | - Rom: 1.000 - Karthago: lette tab          | |
| 217 f.Kr. (efterår)     | Slaget ved Geronium            | Molise,           | Karthagisk sejr | - Rom: +5.000 - Karthago: ukendt            | |
| 216 f.Kr. (2. august)   | Slaget ved Cannae              | Cannae,           | Karthagisk sejr | - Rom: 60.000 - Karthago: ca. 15.000        | |
| 216 f.Kr.               | Slaget ved Silva Litana        | Emilia-Romagna,   | Boisk sejr      | - Rom: ca. 25.000 - Boiere: ukendt          | De galliske boiere overraskede og udslettede en romersk hær under den romerske konsul Albinus' kommando.                                                                                                  |
| 216 f.Kr.               | Slaget ved Nola                | Nola,             | Romersk sejr    |                                             | Første slag ved Nola af samlet tre slag. Moderne forskere har beskrevet de tre slag som små og uvæsenlige – dog stadig romerske sejre                                                                     |
| 215 f.Kr.               | Slaget ved Dertosa             | Tortosa,          | Romersk sejr    | - Rom: store tab - Karthago: store tab      | |
| 215 f.Kr.               | Slaget ved Nola                | Nola,             | Romersk sejr    |                                             | Andet slag ved Nola af samlet tre slag. Moderne forskere har beskrevet de tre slag som små og uvæsenlige – dog stadig romerske sejre                                                                      |
| 215 f.Kr.               | Slaget ved Decimomannu         | Sardinien,        | Romersk sejr    | - Rom: ukendt - Karthago: ca. 13.500        | |
| 214 f.Kr.               | Slaget ved Nola                | Nola,             | Romersk sejr    |                                             | Tredje slag ved Nola af samlet tre slag. Moderne forskere har beskrevet de tre slag som små og uvæsenlige – dog stadig romerske sejre                                                                     |
| 214 f.Kr.               | Slaget ved Beneventum          | Benevento,        | Romersk sejr    | - Rom: ca. 2.000 - Karthago: ca. 16.200     | |
| 214 f.Kr. – 205 f.Kr.   | Første Makedonske Krig         | Makedonien,       | Uafklaret       |                                             | Filip 5. sendte en udsending til Hannibals lejr efter at hørt om det romerske nederlag ved Cannae i 216 f.Kr. Her aftalte man i generelle vendinger at indlede en alliance mellem Makedonien og Karthago. |
| 213 f.Kr. – 212 f.Kr.   | Belejringen af Syrakus         | Siracusa,         | Romersk sejr    | - Rom: store tab - Karthago/Syrakus: +5.000 | Foruden de omtalte tabstal blev et "stort" antal civile tilfangetaget og dræbt. |
| 212 f.Kr. (marts)       | Slaget ved Tarentum            | Taranto,          | Karthagisk sejr | - Rom: store tab - Karthago: ukendt         | |
| 212 f.Kr. (maj)         | Slaget ved Beneventum          | Benevento,        | Romersk sejr    | - Rom: ukendt - Karthago: 13.000            | |
| 212 f.Kr.               | Slaget ved Capua               | Capua,            | Karthagisk sejr | - Rom: 1.500 - Karthago: ukendt             | |
| 212 f.Kr.               | Slaget ved Silarus             | Nær Sele,         | Karthagisk sejr | - Rom: 15.000 - Karthago: minimale          | |
| 212 f.Kr.               | Slaget ved Herdonia            | Nær Foggia,       | Karthagisk sejr | - Rom: 16.000 - Karthago: lette             | |
| 211 f.Kr.               | Slaget ved Øvre Baetis         | Guadalquivir,     | Karthagisk sejr | - Rom: 21-22.000 - Karthago: ukendt         | |
| 211 f.Kr.               | Belejringen af Capua           | Capua,            | Romersk sejr    | - Rom: ukendt - Karthago: ukendt            | |
| 210 f.Kr.               | Slaget ved Herdonia            | Nær Foggia,       | Karthagisk sejr | - Rom: 7-13.000 - Karthago: minimale        | |
| 210 f.Kr.               | Slaget ved Numistro            | Bella,            | Romersk sejr    |                                             | |
| 210 f.Kr.               | Slaget ved Sapriportis         | Taranto,          | Tarentinsk sejr | - Rom: ukendt - Tarentinerne: ukendt        | |
| 209 f.Kr. (jan./feb.)   | Slaget ved Cartagena           | Cartagena,        | Romersk sejr    |                                             | |
| 209 f.Kr. (forår)       | Slaget ved Canusium            | Canosa di Puglia, | Karthagisk sejr | - Rom: ca. 20.000 - Karthago: ca. 8.000     | |
| 209 f.Kr.               | Slaget ved Tarentum            | Taranto,          | Romersk sejr    |                                             | |
| 208 f.Kr. (forår)       | Slaget ved Baecula             | Santo Tomé,       | Romersk sejr    | - Rom: ukendt - Karthago: ca. 20.000        | |
| 208 f.Kr. (sommer)      | Slaget ved Petelia             | Petelia,          | Karthagisk sejr | - Rom: ca. 3.500 - Karthago: ukendt         | |
| 208 f.Kr.               | Slaget ved Clupea              | Nær Kelibia,      | Karthagisk sejr |                                             | |
| 207 f.Kr.               | Slaget ved Grumentum           | Grumentum,        | Romersk sejr    | - Rom: +500 - Karthago: ca. 10.000          | |
| 207 f.Kr. (23. juni)    | Slaget ved Metaurus            | Metauro,          | Romersk sejr    | - Rom: 2-8.000 - Karthago: ca. 15.000       | |
| 207 f.Kr.               | Søslaget ved Utica             | Utica,            | Karthagisk sejr |                                             | |
| 206 f.Kr.               | Slaget ved Ilipa               | Ilipa,            | Romersk sejr    | - Rom: ca. 7.000 - Karthago: ca. 48.500     | |
| 206 f.Kr.               | Mytteriet ved Sucro            | Sucro,            |                 |                                             | En garnison af romerske soldater var utilfredse med deres løn og igangsatte et mytteri. Scipio Africanus nedkæmpede efterfølgende opstanden.                                                              |
| 206 f.Kr.               | Slaget ved Carteia             | Carteia,          | Romersk sejr    |                                             | |
| 206 f.Kr.               | Søslag ved Carteia             | Carteia,          | Romersk sejr    |                                             | |
| 204 f.Kr.               | Belejringen af Utica           | Utica,            | Karthagisk sejr |                                             | |
| 204 f.Kr.               | Slagene ved Kroton             | Crotone,          | Uafklaret       | - Rom: 1.200 - Karthago: ukendt             | |
| 203 f.Kr.               | Slaget ved Insubria            | Insubria,         | Romersk sejr    | - Rom: ca. 2.400 - Karthago: ca. 5.000      | |
| 203 f.Kr.               | Slaget ved Utica               | Utica,            | Romersk sejr    | - Rom: lette tab - Karthago: 30.000         | |
| 203 f.Kr.               | Slaget ved de Store Sletter    | Medjerda,         | Romersk sejr    |                                             | |
| 203 f.Kr.               | Slaget ved Cirta               | Cirta,            | Romersk sejr    |                                             | |
| 202 f.Kr. (19. oktober) | Slaget ved Zama                | Zama,             | Romersk sejr    | - Rom: mindst 1.500 - Karthago: ca. 40.000  | |